# Доктрина Гальштейна

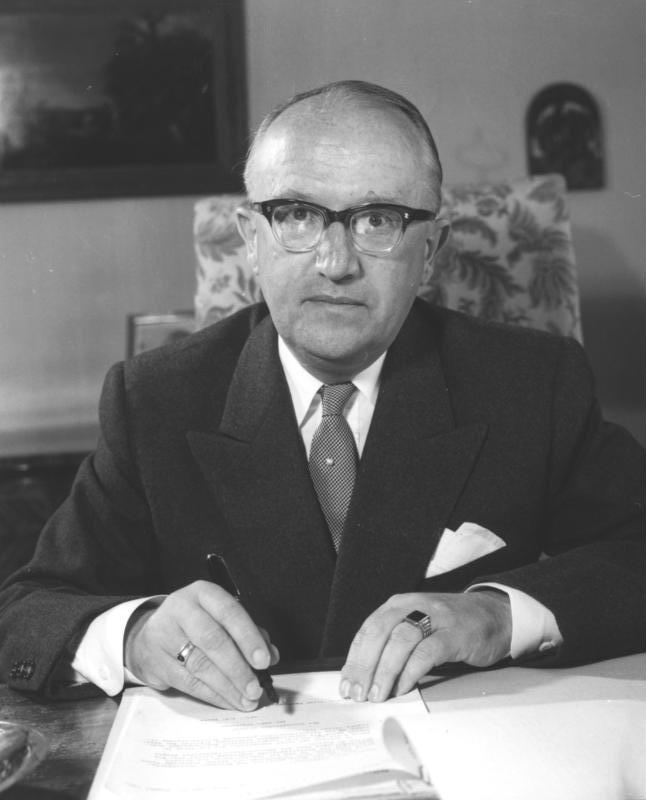
Вальтер Гальштайн

Доктрина Гальштайна (нім. Hallstein-Doktrin), названа на честь Вальтера Гальштайна, була ключовою доктриною зовнішньої політики Федеративної Республіки Німеччини (Західної Німеччини або «Боннської республіки») після 1955 р.
Вона була представлена публічно в радіо-інтерв'ю головним її ініціатором Вільгельмом Ґреве. Конрад Аденауер пояснив нариси цього політичного курсу в заяві німецького парламенту 22 вересня 1955 р. Важливі аспекти доктрини були відкинуті після 1970 р., коли їх стало важко підтримувати, і Федеральний уряд змінив політичний курс щодо Німецької Демократичної Республіки.
Жодного офіційного тексту цієї «доктрини» не існувало. Це припускало існування численних нюансів.
Зазвичай Доктрину представляють так: Федеративна Республіка не буде встановлювати чи підтримувати дипломатичні відносини з будь-якою державою, яка визнає Німецьку Демократичну Республіку (Східну Німеччину). Це означало, що Федеральний уряд Німеччини буде розглядати його як недружній акт (фр. acte peu amical), якщо треті сторони визнають Німецьку Демократичну Республіку чи встановлять дипломатичні відносини з нею. Часто реакцією на такий недружній акт було розірвання дипломатичних відносин. Однак, на практиці, розрив стосунків не був автоматичною реакцією на відповідний політичний курс третіх держав. Нерідко рішення приймалось на підставі ultima ratio (лат., від лат. — ultimus — «останній», «крайній» і лат. — ratio — «розум», «прийом», «метод», дослівно — Останній аргумент королів).
Виняток з Доктрини встановлювався для Радянського Союзу, як однієї з чотирьох держав, відповідальних за повоєнну Німеччину.

## Історична довідка

### Поділ Німеччини
Після поразки Німеччини у Другій світовій війні територія на схід від лінії Одер-Нейсе була під радянським та польським управлінням та де-факто до них приєднана. Решта території була поділена на чотири окупаційні зони, контрольовані союзниками з попередньої столиці — Берліна, будучи аналогічно розділеною на чотири сектори.
Західні зони, контрольовані Великою Британією, Францією та Сполученими Штатами, були об'єднані в травні 1949 року для формування Федеративної Республіки Німеччина (ФРН); в жовтні 1949 року радянська зона стала Німецькою Демократичною Республікою (НДР). Вони були неофіційно відомі як Східна і Західна Німеччина. Тим не менш, до 1954 року союзники все ще офіційно несли відповідальність за всю територію Німеччини, та ні Східна ні Західна території не змогли відновити свою незалежність.
Основний закон ФРН, який набрав чинності у 1949 році, був написаний в конституції для всієї Німеччини, разом із Східною та Західною. Це заклало ідею возз'єднання Німеччини як цілі та вимоги і була проголошена в ім'я всього німецького народу.

### Радянське визнання НДР

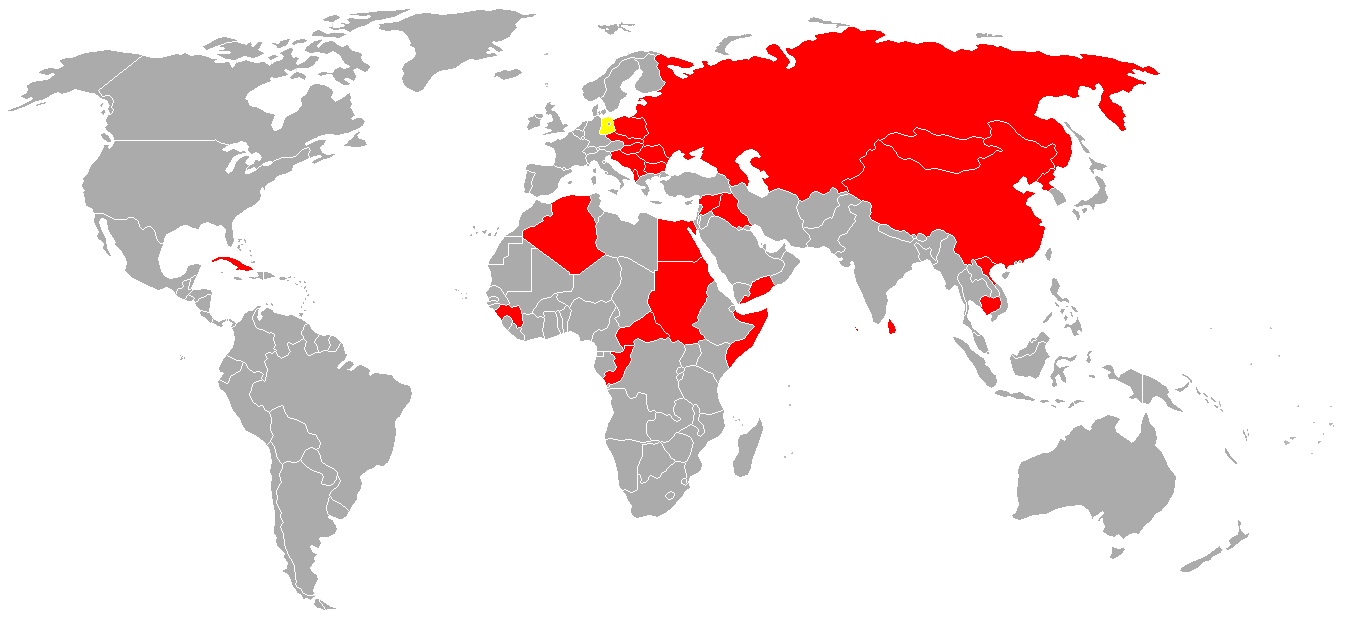
Держави, які визнавали НДР у 1970

23 березня 1954 року Радянський Союз заявив про можливість встановлення дипломатичних відносин з Німецькою Демократичною Республікою. Це розглядалося як надання НДР рівня легітимності, характерного для окремої держави. Західнонімецький уряд в місті Бонн відкинув цю вимогу, заявивши, що ФРН є законним спадкоємцем Німецького Рейху.

### Німецький суверенітет
Після ратифікації Паризьких домовленостей 5 травня 1955 року Генеральний договір (Deutschlandvertrag), який значною мірою відновлював (Західний) німецький суверенітет, набрав чинності.

### Винятковий мандат
Уряд Федеративної Республіки Німеччина домагався права виступати від імені всього німецького народу; це знову було підтверджено у ряді декларацій. У Нью-Йоркській декларації від 18 вересня 1951 р. західні окупаційні держави заявили, що вони «розглядають тільки керівництво Федеративної Республіки Німеччини як єдиний уряд Німеччини, вільно та легітимно призначений, який має право виступати від імені всього німецького народу в міжнародних відносинах».
Федеративна Республіка Німеччина не визнала Німецьку Демократичну Республіку та не підтримувала дипломатичні відносини ні з НДР, ні з іншими комуністичними державами Східної Європи.

## Походження «доктрини»
В 1955 році Конрад Аденауер відвідав Москву, де була досягнута домовленість про те, що ФРН і Радянський Союз встановлюють дипломатичні відносини. Це було, очевидно, в інтересах Федеративної Республіки Німеччини, але через те, що СРСР також підтримував дипломатичні відносини з Німецькою Демократичною Республікою, це було несумісним із винятковим політичним мандатом, який наполягав на тому, що інші держави не повинні підтримувати дипломатичні відносини з обома німецькими «державами». Відповідно, існувала необхідність публічно визначати напрями політичного курсу та розповсюдити оголошення про те, що Федеративна Республіка не встановлює зв'язків з державами, що встановили дипломатичні відносини як з ФРН, так і з («так званою») НДР.
Вальтер Гальштайн і Вільгельм Ґреве були членами делегації, що супроводжувала Конрада Аденауера в Москву. На зворотньому рейсі з Москви вони сформулювали основні елементи нового політичного курсу; хоча інші напрямки політичного курсу були розроблені і реалізовувались Міністерством закордонних справ, Вальтер Гальштайн послався на встановлення дипломатичних відносин з Радянським Союзом, як державою, яка мала привілейований статус окупаційної влади і незважаючи на визнання останнім НДР як «сторони договору».
Конрад Аденауер говорив про політику на конференції 16 вересня 1955 року і згодом — у заяві уряду в парламенті 22 вересня 1955 року, попередивши інші держави, що встановлення дипломатичних відносин з Німецькою Демократичною Республікою буде розглядатися ФРН як недружній акт. 8 грудня 1955 року проходила зустріч голів всіх великих німецьких посольств та керівництва Міністерства закордонних справ. Політика невизнання НДР була основним пунктом на порядку денному. Текст виступу міністра закордонних справ Брентано, Гальштайна і Ґреве пізніше були розіслані у посольства по всьому світу.

### Авторство і назва

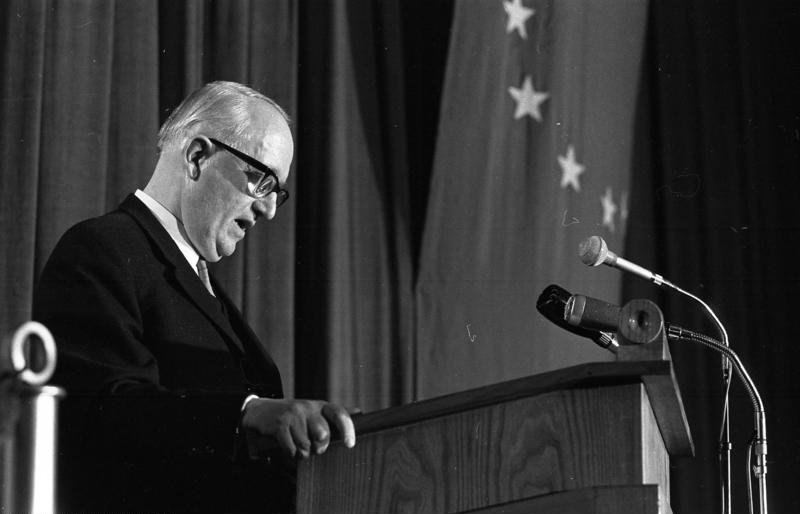
Вальтер Гальштайн у 1969, приймає премію Роберта Шумана

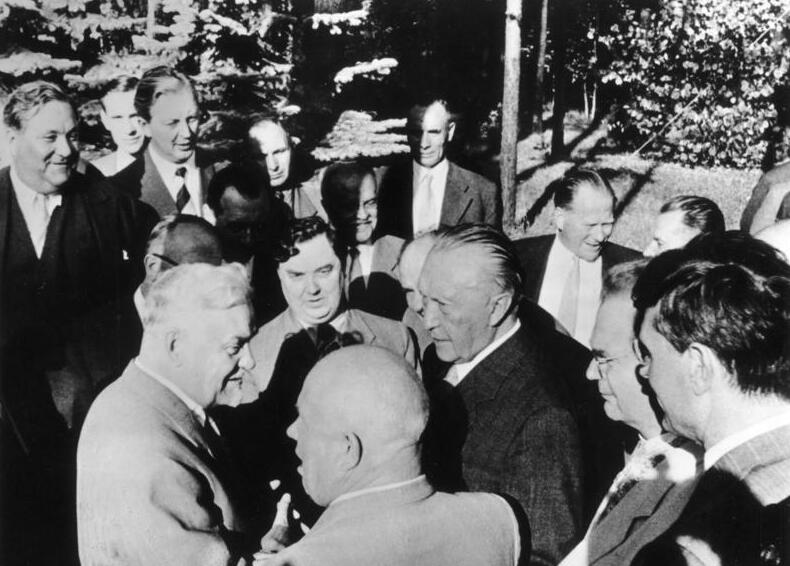
Конрад Аденауер у Москві, 1955

Доктрина Гальштайна названа на честь Вальтера Гальштайна, майбутнього «державного секретаря» (найвищого державного службовця) в Міністерстві закордонних справ Німеччини, хоча значною мірою розроблена і реалізована керівником політичного відділу Міністерства закордонних справ Німеччини Вільгельмом Ґреве.
В період формування доктрини Гальштайна, міністром закордонних справ був Генріх фон Брентано, відомий завдяки веденому ним курсу політики, відомому як доктрина Брентано. Його посада була недавно створена, після отримання Західною Німеччиною суверенітету у 1955 році. До цього політичну відповідальність за зовнішню політику ніс канцлер, Конрад Аденауер.
У 1958 році журналісти назвали новий політичний курс доктриною Гальштайна-Ґреве, а згодом — доктриною Гальштайна. Сам Ґреве писав, що він сформулював основні риси курсу, але головною мірою, як один із варіантів була обрана позиція міністра закордонних справ Брентано та канцлера Аденауера. Тому назва «доктрина Гальштайна» не зовсім неправильна.

## Зміст і обґрунтування доктрини
Доктрина Гальштайна виходила із заявленого виняткового мандата Федеральної Республіки представляти всю Німеччину (the Alleinvertretungsanspruch). Визначалось, що Федеративна Республіка Німеччина буде розглядати як недружній акт, визнання з НДР (Східної Німеччини) або підтримку з нею дипломатичних відносин третіми державами, за винятком Радянського Союзу, як однієї з чотирьох держав, відповідальних за Німеччину.
Які саме короткі дії з офіційного визнання та встановлення повних дипломатичних відносин стануть причиною застосування санкцій, і те, що ці санкції взагалі будуть, було свідомо незрозуміло, принаймні публічно, межі, встановлені для іноземних урядів. Ґреве попередив у приватному порядку, що гнучкість була важливою і що не було можливості вдавати, що держави Східна Німеччина як суб'єкта не існує і дав дипломатичній службі інструкцію щодо того, яка діяльність буде допускатися відповідно до політики.
Ні повних дипломатичних відносин, ні консульських відносин з аналогічним визнанням (екзекватури) допускатися не буде. Те ж саме стосується договорів, які не містять спеціальних умов і вказівок того, що договір не означає визнання. Однак, нормальна комерційна діяльність, в тому числі недержавні торгові представництва є прийнятними. Також була значна сіра зона, відкрита для інтерпретації. В той час, як Ґреве був дещо насторожений, міністру закордонних справ Брентано стало зрозуміло, що незалежно від економічних наслідків Федеративна Республіка неодмінно розірве дипломатичні відносини з будь-якою державою, яка визнає НДР де-юре чи признає існування двох німецьких держав.

## Правова основа
Експерт з правових питань підготував юридичні висновки, які полягали у тому, що Радянська декларація (ініціювання дипломатичних відносин з НДР) нарешті відділила радянську зону від трьох західних зон, але так як це було під контролем СРСР, там не існувало окремого державного уряду, і, як наслідок, не було мінімальних ознак державності. Юридичний висновок продовжував стверджувати, що будь-яка держава, яка встановила дипломатичні відносини з ФРН чи оголосила кінець стану війни, побічно визнавала Федеративну Республіку як ту, що має винятковий мандат представляти всю Німеччину.
Західні союзники в різних угодах, зокрема і в Генеральному договорі 1955 року, погодились визнати тільки Федеративну Республіку Німеччина. Західна окупаційна влада (Франція, Велика Британія та США) прийняли подальше функціонування вже існуючої німецької держави; в Нью-Йоркській декларації від 18 вересня 1951 року заявлялось, що вони «розглядають керівництво Федеративної Республіки Німеччина тільки як єдиний уряд Німеччини, вільно та легітимно призначений і який має право виступати від імені всього німецького народу в міжнародних відносинах». В неопублікованих «пояснювальних протоколах» зазначалось, що ця формула не означає визнання уряду Федеративної Республіки де-юре урядом всієї Німеччини.
Юридичним підґрунтям політики було те, що існувало зобов'язання (на основі конституції і Генерального договору) прагнути до возз'єднання Німеччини і відповідно уникнути або запобігти визнання НДР, і, таким чином, поділу Німеччини. Політичними аргументами були: під визнанням розуміється прийняття поділу Німеччини; невизнання означало відмову від статусу-кво, невизнання давало моральну підтримку населенню Східної Німеччини у відхиленні від комуністичного режиму; невизнання послаблює міжнародні позиції Німецької Демократичної Республіки і Радянського Союзу та посилює становище Федеративної Республіки Німеччина; визнання Німецької Демократичної Республіки не призведе до возз'єднання, тому що друга сторона, як очікується, не буде йти на політичне самогубство.

## Реакція Німецької Демократичної Республіки («Східної Німеччини»)
На початку Німецька Демократична Республіка була під тиском возз'єднання, хоча вона не була готова прийняти вільні вибори за участі ООН. Починаючи приблизно з 1955 року, НДР виступала за рішення про створення двох держав та різко відкидала пропозицію Федеративної Республіки представляти всю Німеччину; але Східна Німеччина не виголосила таких самих претензій. В 1960 році, після побудови Берлінської стіни, лідер Східної Німеччини Вальтер Ульбріхт заявив про бажання представляти всю Німеччину.
Щоразу, коли Німецька Демократична Республіка відкривала певні форми представництва в іншій державі, вона намагалась переконати ту державу відкрити аналогічне представництво в НДР. Незважаючи на те, що вони були готові надавати фінансову допомогу для цього, їх успіх був обмежений. На першому етапі розвитку дипломатичних відносин Німецька Демократична Республіка часто користувалась допомогою місцевих комуністичних партій в країні, і східно-німецькі журналісти також долучались до допомоги. Наступний етап полягав у створенні торговельної угоди. Це не було надто проблематично, адже ФРН не заперечувала проти встановлення торговельних відносин, забезпечуючи його невключення до явного дипломатичного визнання. Міністр зовнішньої торгівлі Генріх Рау був одним з перших, хто почав торговельний оборот. Після встановлення торговельних відносин наступним етапом було створення постійних офісів торгово-промислової палати. Це також, як правило, не викликало спротиву з боку Федеративної Республіки, за умови, що їх працівники не представляли органів державної влади. Наступним етапом було створення торговельних представництв. Вони, як правило, дозволялись ФРН до того часу, поки не існувало жодних ознак дипломатичних привілеїв, зокрема, майоріння державного прапора чи герба або запрошення на офіційні заходи, як правило, зарезервованих для дипломатичного корпусу. Німецька Демократична Республіка все частіше використовувала це для консульських цілей та намагалася «відновити» їх дипломатичним шляхом, називаючи їх торговельні місії та використовуючи назви дипломатичних рангів в адресу своїх співробітників. Це викликало супротив з боку Федеративної Республіки. Заключний етап Німецької Демократичної Республіки був націлений на відкриття Генерального консульства. Це, як правило, включало видачу екзекватури — документа, який гарантує права і привілеї консула. Це було розцінено ФРН як еквівалент офіційного дипломатичного визнання і далі слід було очікувати санкції у певній формі. У таких країнах, як Єгипет, намагались уникнути порушень будь-яких сторін видачі екзекватури, щоб це не могло означати визнання НДР.
Аж до 1969 року Німецька Демократична Республіка не змогла домогтись повного дипломатичного представництва, за двох можливих винятків:
- В березні 1960 року посол Гвінеї офіційно представив вірчі грамоти лідеру Східної Німеччини, президенту Вільгельму Піку. Після протестів з боку Федеративної Республіки Німеччини уряд Гвінеї почали стверджувати, що сталася помилка і що посол НДР ніколи не був акредитований Гвінеєю.
- У 1963 р. острів Занзібар отримав незалежність від Великої Британії, а на початку 1964 року у новоствореній державі вибухнула революція, яка призвела до створення Народної Республіки Занзібару і Пембру, які погодились на дипломатичні відносини з НДР. В квітні 1964 року нова республіка об'єдналась з Танганьїкою, в результаті чого невдовзі була перейменована в Об'єднану Республіку Танзанію, а Німецька Демократична Республіка була змушена закрити своє посольство.

## Практична реалізація доктрини Гальштайна
Доктрина була застосована двічі — щодо Югославії у 1957 р. і Куби в 1963 р. — Ці дві держави першими визнали НДР.
У 1958 р. новостворена Республіка Гвінея прийняла і посла ФРН і торгове представництво НДР. Коли ж ця держава у 1960 р. направила посла в НДР, ФРН відкликала свого посла з цієї країни. Після чого Гвінея заявила, що ніколи не відправляла посла в НДР.

### Проблеми в реалізації доктрини
На перший погляд завдяки реалізації Доктрини урядом ФРН, йому вдалося на тривалий час ізолювати НДР від визнання, принаймні, з боку від важливих західних сусідів Німеччини та держав Третього світу. Водночас це обмежило можливості з реалізації зовнішньополітичного курсу Федерального уряду, а в 1960-ті рр. Східну Німеччину стало важче утримувати від визнання.
У ряді випадків доктрина фактично не застосовувалась. Коли у 1957 р. НДР відкрила представництво в Каїрі задля налагодження контактів з усім арабським світом, Федеративна Республіка не відкликала свого посла з Єгипту. Своєю чергою, коли у 1965 р. Західна Німеччина встановила дипломатичні відносини з Ізраїлем, багато арабських держав припинили контакти з ФРН, не визнаючи при цьому і НДР. Зрештою визнання останньої арабськими урядами відбулося після 1967 р., коли уряд НДР підтримав арабські держави у Шестиденній війні. Доктрина також не застосовувалась щодо уряду Камбоджі, який у 1969 р. визнав НДР.
Уряд Федеративної Республіки Німеччини встановив дипломатичні відносини з Румунією в 1967 р. та відновив їх із Югославією у 1968 р. Його аргументом було те, що, насправді, комуністичні держави змушені були визнати Німецьку Демократичну Республіку і тому не повинні бути за це покарані.

## Скасування
У 1969 році Віллі Брандт став канцлером Німеччини як голова коаліційного уряду соціал-демократів і лібералів. Новий уряд підтримував основні політичні цілі ФРН, такі як: возз'єднання Німеччини на умовах миру і свободи, але змінив спосіб їх досягнення. Нова східна політика Брандта зводилась до переговорів із керівництвом НДР задля покращення становища німців у останній і спрощення процедури візитів між різними частинами Німеччини. В рамках цього Федеративна Республіка де-факто визнала НДР, підкресливши, що обидві німецькі держави не можуть бути «іноземними» одна щодо одної і їх відносини будуть особливими. Доктрина Гальштайна застаріла.

## Подібні ситуації
В перші роки після створення Радянського Союзу і Китайської Народної Республіки Сполучені Штати Америки відмовились налагоджувати дипломатичні контакти з ними. Схожий зовнішньополітичний курс виняткового мандату застосовувався у період війни у В'єтнамі (політика одного Китаю) і досі реалізовується КНР щодо Китайської Республіки (Тайваню).
Загалом в дипломатичній практиці невизнання іншої держави, яке підштовхує «треті держави» зробити подібно, вважається застарілим.